# À propos d'une rivière
Pour plus de détails, voir Fiche technique et Distribution.
À propos d'une rivière est un documentaire français réalisé par Georges Franju et sorti en 1955. 

## Synopsis
Propos de Michel Duborgel sur les différents aspects de la pêche au saumon atlantique dans les cours d'eau de Bretagne.

## Fiche technique
- Titres : À propos d'une rivière (et Le Saumon atlantique)
- Réalisation : Georges Franju
- Scénario : Georges Franju et Michel Duborgel
- Commentaire : Georges Franju et Michel Duborgel, dit par Marcel et Jean-Paul Laporte
- Photographie : Quinto Albicocco
- Musique : Henri Crolla
- Production : 	 Procinex
- Pays de production :  France
- Format : Noir et blanc - 35 mm - Son mono
- Genre : Documentaire
- Durée : 25 minutes
- Date de sortie : France - 1955[1]

## Distribution
- Michel Duborgel : le pêcheur de saumon
- Marcel Laporte : le narrateur

## À propos du film
« À l’intérieur d’un sport bonhomme, Franju dévoile un système de tuerie exactement pareil à celui des abattoirs, à celui que renferme l’écrin précieux de L’Hôtel des Invalides, à celui qui fait le sujet de son film suivant, Mon chien. » - Freddy Buache